# Stellaria palustris
Espèce
Classification phylogénétique
La Stellaire des marais ou Stellaire glauque (Stellaria palustris) est une plante herbacée inféodée aux milieux humides, que l'on rencontre typiquement dans les prairies inondables de fauche, mais parfois également dans les roselières en plaine alluviale. Cette espèce est menacée de disparition dans de nombreuses régions de France du fait des modifications importantes du régime hydrologique (drainages, régulation des cours d'eau) et des plantations (peupliers principalement).